# 250 років Кіровограду (монета)
«250 ро́ків Кіровогра́ду» — ювілейна монета номіналом 5 гривень, випущена Національним банком України. Присвячена обласному центру — місту Кіровограду (нині — Кропивницький), виникнення якого пов'язане з заснуванням у 1754 році фортеці св. Єлисавети, збудованої на колишніх землях Запорізької Січі для захисту південних кордонів України від грабіжницьких нападів турків і кримських татар.
Монету введено в обіг 20 серпня 2004 року. Вона належить до серії «Стародавні міста України».

## Опис монети та характеристики
| Номінал грн. | Метал      | Маса, г | Діаметр, мм | Якість виготовлення | Гурт     | Тираж, штук |
| ------------ | ---------- | ------- | ----------- | ------------------- | -------- | ----------- |
| 5            | нейзильбер | 16,54   | 35,0        | звичайна            | рифлений | 30 000      |

### Аверс
На аверсі зображено дві перехрещені гармати, над якими розміщено малий Державний Герб України, рік карбування монети «2004» та написи півколом: «УКРАЇНА» (угорі) «5»/«ГРИВЕНЬ» (унизу), а також логотип Монетного двору Національного банку України.

### Реверс

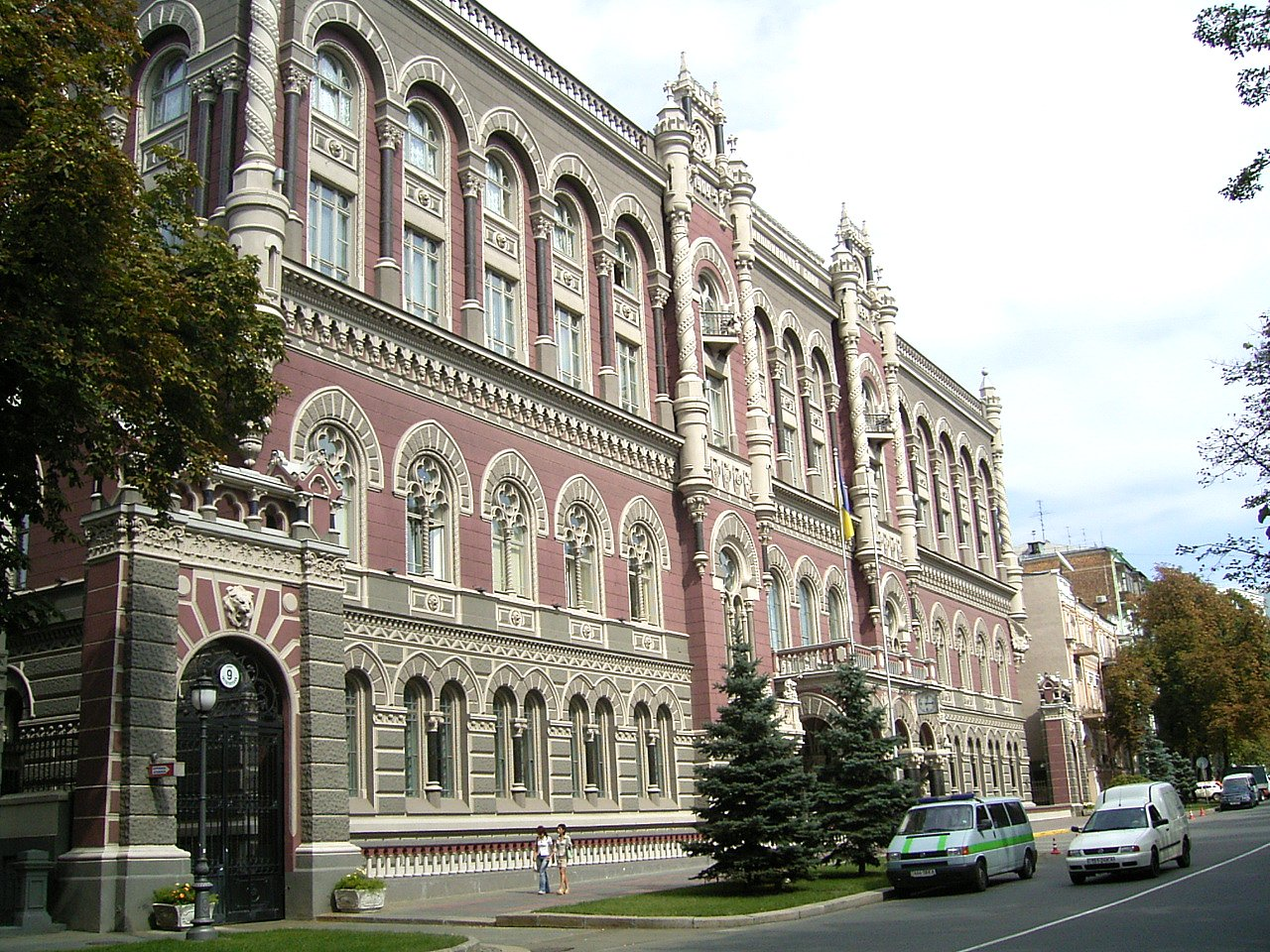
Будівля Національного банку України

На реверсі монети зображено панораму міста, на тлі якої розміщено дати — «1754 —2004», герб міста та угорі півколом напис «КІРОВОГРАД».

## Автори
- Художник — Володимир Дем'яненко.
- Скульптор — Володимир Дем'яненко.

## Вартість монети
Під час введення монети в обіг 2004 року, Національний банк України розповсюджував монету через свої філії за номінальною вартістю — 5 гривень.
Фактична приблизна вартість монети, з роками змінювалася так:
| Рік        | 2010 | 2011 | 2012 | 2013 | 2014 | 2015 | 2016 | 2017 | 2018 | 2019 | 2020 | 2021 | 2022 | 2023 | 2024 | 2025 |
| ---------- | ---- | ---- | ---- | ---- | ---- | ---- | ---- | ---- | ---- | ---- | ---- | ---- | ---- | ---- | ---- | ---- |
| Ціна, грн. | 55   | 60   | 65   | 70   | 80   | 130  | 200  | 270  | 280  | 280  | 280  | 270  | 270  | 600  | 740  | 730  |